# 蕭顯
蕭顯（1431年—1506年），字文明，號履菴，更號海釣，直隸山海衛軍籍，江西吉安府龍泉縣人，明朝政治人物。

## 生平
天順三年（1459年）己卯科順天鄉試第二名舉人，成化八年（1472年）中式壬辰科會試第一百八十名，二甲第五十一名進士。授兵科給事中，出為衢州府同知，升福建按察司僉事，正德元年（1506年）去世。

## 著作
著有《海釣遺風》、《鎮寧行稿》、《歸田錄》。

## 家族
曾祖蕭卿壽；祖父蕭成；父蕭福海，贈兵科給事中。
子蕭雲鳳。孫蕭大謙，字民服，號益齋，嘉靖三十一年壬子科舉人。